# برده‌داری در مسیحیت
برده‌داری در مسیحیت (انگلیسی: Christian views on slavery) از نظر منطقه ای، تاریخی و معنوی متفاوت هستند. برده داری در اشکال مختلف بخشی از محیط اجتماعی در بسیاری از تاریخ مسیحیت بوده‌است که بیش از هجده قرن را در بر می‌گیرد. در مسیحیت اولیه، برده داری یکی از ویژگی‌های اقتصاد و جامعه در امپراتوری روم بود، و این امر به اشکال مختلف و با تفاوت‌های منطقه ای تا قرون وسطی ادامه یافت.

## مراجع کتاب مقدس
کتاب مقدس از اصطلاح زبان عبری eved (עבד) و یونانی doulos (δοῦλος) برای اشاره به بردگان استفاده می‌کند. Eved معنای بسیار گسترده‌تری نسبت به واژه انگلیسی برده Slave دارد و در بسیاری از شرایط به‌طور دقیق‌تری به انگلیسی به عنوان خدمتکار یا کارگر مزدور ترجمه می‌شود. Doulos خاص تر است، اما در معانی عمومی تر نیز به کار می‌رود: از پیامبران عبری (مکاشفه ۱۰: ۷)، از نگرش رهبران مسیحی نسبت به کسانی که رهبری می‌کنند (متی ۲۰:۲۷)، مسیحیان نسبت به خدا (۱). پطرس ۲:۱۶) و از خود عیسی (نامه به فیلیپیان ۲:۷).
از لحاظ تاریخی، برده‌داری فقط یک پدیده بنی‌اسرائیل نبود، زیرا برده‌داری در هر جامعه باستانی مانند مصر، تمدن بابل، یونان باستان و روم باستان انجام می‌شد. برده داری بخشی جدایی ناپذیر از تجارت باستان، مالیات و مذهب معبد بود.